# Simon Charles
Pour les articles homonymes, voir Charles (patronyme).

Simon Charles, né vers 1390 et mort après 1470, est un noble français, maître des Requêtes, et Président de la Chambre des comptes de Paris. Ambassadeur de France à Venise. Commis par le roi au gouvernement et distribution des finances dudit seigneur au-dessus et deçà des rivières d'Yonne et Seine.

## Biographie
Simon Charles fut d'abord maître des Requêtes, puis maître extraordinaire à la Chambre des Comptes en 1437 et semble le rester jusqu'en 1470. Après la mort de Charles VII (1403-1461) qui régna de 1422 à sa mort en 1461.
Ordonné par le pape: Calixte III, le procès en réhabilitation de Jeanne d'Arc (v.1412-1431), qui s'ouvre en la cathédrale Notre-Dame de Paris Simon Charles y est convoqué en cette année 1455 et il y déclare sous serment qu'il a environ 60 ans et que l'année ou Jeanne vint voir le roi, le 25 février 1429, celui-ci l'a envoyé en ambassade à Venise auprès de Frédéric IV d'Autriche (1382-juin 1439) afin de négocier le mariage de son fils Sigismond d'Autriche (1427-1496), avec la fille de Charles VII: Radegonde de France (août 1428-19 mai 1445) mariage qui n'aboutira pas, à la suite du décès de la princesse, et qu'il est rentré en France en mars 1430.
En novembre 1437 Charles VII fait son entrée dans Paris et réorganise de nombreux services.
En 1438, le Bourgeois de Paris, nous apprend que « la misère publique qui dure depuis 1418 a trouvé son point culminant en 1438 avec des pluies continuelles qui détruisirent toutes les récoltes, et que la famine fit périr environ 5000 personnes à l'Hôtel-Dieu et plus de 45000 dans la ville de Paris et que la plupart des hauts dignitaires avaient quitté la ville à l'exception d'Adam de Cambrai, président du Parlement; Simon Charles président de la Chambre des comptes, ainsi que le prévôt de Paris: Ambroise de Loré  et le prévôt des marchands: Michel de Lallier »
A la mort de Charles VII, le 22 juillet 1461 à Mehun-sur-Yèvre, Simon Charles, bien que malade, fut  un des premiers courtisans de Louis XI (1423-1483), qui est absent lors des funérailles de son père à la Basilique Saint-Denis. Il se fait sacrer à Reims le 15 août 1461 par l'archevêque de Reims Jean II Jouvenel des Ursins. Il entre dans Paris le 30 août 1461, mais ne demeure pas longtemps à Paris. Il regagne, le 7 octobre, le château d'Amboise où sa mère Marie d'Anjou réside. Dès le 9 octobre, il s’installe à Tours, ville gagnée à sa cause, et aussi à Amboise jusqu'à ce que le château de Plessis-lèz-Tours soit bien bâti. Dès le de novembre il abroge la Pragmatique Sanction, et tente une vaste opération de réformes fiscales et administratives. Il commence par une vaste consultation dans les trois généralités de langue d'oïl. Par ailleurs une seconde consultation est confiée au nouveau président de la Chambre des comptes en 1463 Bertrand de Beauvau qui fut nommé le 6 juin 1462 comme président laïc et religieux cumulant les gages de chacun. Au moment de ces événements le président laïc Simon Charles est moribond et s'éteignit le mois suivant , 

## Armoiries
« écartelées de deux lions grimpants, et de trois molettes d'éperons et trois billettes ».

## Propriétés et revenus
- Les seigneuries de Plessis-Piquet avec son château, et de La Boursidière, avec le sien, semblent à cette époque avoir des co-seigneurs puisque Henri VI donne sur la même seigneurie en 1430 un revenu de 4000 Livres à Jean de Villiers, seigneur de l'Isle-Adam, Maréchal de France, avant qu'il ne change de camp, puis à Michel de la Tillaye et Jacquin Langlois en 1433.Cette même année on lit dans l' Histoire des Maîtres des Requêtes, que ces seigneuries appartiennent à Simon Charles maître des Requêtes[7].
- 1545 : Clos Saint-Marcel quatre arpents et un quartier, ainsi qu'un arpent et un quartier et demi de vignes appartenant à la famille Charles seigneur du Plessis, et étant en la censive de Saint-Marcel.
- Seigneurie de Livry pour moitié

## Famille
Simon Charles eut une descendance prolifique qui conservera la seigneurie du Plessis-Picquet tout au long de la fin du XVe siècle, tout au long du XVI, et une partie du XVIIe siècle.
- Jean Charles, le 21 juin 1499 est dit écuyer, seigneur du Plessis-Raoul, tuteur des enfants de Jean de Fontaines, seigneur de Bourrez et de Marie Charles (sûrement sa sœur, les dits enfants étant don ses neveux) [8]
- Nicolas Charles, Président des comptes en 1462[Note 2] seigneur du Plessis-Piquet marié en 1534 en l'église Saint-Jean -en-Grève à Jeanne Bochart[6].

Ce couple a donné la représentation d'un mystère  en 1541 en leur château du Plessis, intitulé :  Le jeu de la vengeance et destruction de Jhérusalem  , 
Ils furent tous deux inhumés en l'église Sainte-Marie-Magdeleine du Plessis-Piquet dont l'abbé Lebeuf nous a transmis le texte de leurs épitaphes gravées en petit gothique, malheureusement aujourd'hui disparues:
« Cy gist noble homme Nicolas Charles Escuyer Seigneur du Plessys, et de Grandfontaine, lequel trépassa l'an mil V.C.. (15..)Aussi gist Damoiselle Jehanne Bochar, en son vivant femme dudit Seigneur, laquelle trespassa le XXVII jour de Décembre l'an M.vc.Lvij (1557) ».
Ils eurent pour enfants:
- 1536 : Antoine Charles, seigneur du Plessis-Piquet , Charlotte Charles en 1537; N..Charles 1538; Madeleine Charles 1539; François Charles 1541; Louis Charles 1543; Charles Charles 1545; Anne Charles 1546; Marie Charles 1546; César Charles 1550; Jean Charles 1553; Pierre Charles 1554; Simon Charles 1556 [10]

- César Charles, écuyer, sieur du Plessis-Piquet y demeurant et se trouvant à Paris en 1617 dans le cadre d'une déclaration relative à la donation par lui précédemment faite aux religieux, prieur et couvent du monastère de Saint-Bernard de la congrégation de Notre-Dame des Feuillants, fondé au faubourg Saint-Honoré les Paris[11]

- Claude Charles, en 1609 ne possédait plus qu'une partie de ses terres qu'il vendit avec son château à Louis Potier de Gesvres (1567-1630), seigneur de Gesvres, secrétaire d'État[7].

## Écrits conservés
- Paris le 14 juillet 1442 : Vidimus des lettres d'exemptions et de privilèges accordées par le roi à Olivier et Guillaume Marchant, charpentiers et Jehan du Chemin, tailleur de pierres à bombardes texte original de novembre 1441[12] , [Note 4]

## Objets
On a de lui un jeton portant ses noms et son titre de président ,